# ゴードン・ウィリー
ゴードン・ランドルフ・ウィリー（英語: Gordon Randolph Willey、1913年3月7日 - 2002年4月28日）は、アメリカ合衆国の考古学者。
20世紀後半のアメリカ考古学の第一人者であり、北アメリカ・南アメリカ・中央アメリカの発掘を行った。方法論の上ではセトルメントパターンを提唱した。

## 経歴
1913年、アイオワ州シャリトンに生まれた。1931年からアリゾナ大学のバイロン・カミングズ (Byron Cummings) に学び、1935年に学士、1936年に修士の学位を得た。その後公共事業促進局の事業としてアーサー・ケリー (Arthur Randolph Kelly) のもとでアメリカ合衆国南東部の発掘を行った。はじめジョージア州メイコン（1936年）、ついでルイジアナ州（1938-1939年）で発掘を行った。1940年にジェームズ・フォードと共著でルイジアナに関する最初のモノグラフを出版した。
1939年からコロンビア大学のダンカン・ストロング (William Duncan Strong) のもとで博士の学位のための研究をはじめた。ウィリーははじめフロリダ州で発掘を行ったが、ストロングの影響によってペルー北部海岸地帯の調査をはじめ、1941-1942年にチャンカイ渓谷、1946年にビルー渓谷 (Viru Valley) を発掘した。チャンカイ渓谷の研究によって1942年に博士の学位を得た。1953年に出版されたビルー渓谷の研究では、従来の層位を中心にした研究から離れ、地図の上に建築物の分布を書いてそれを元に考察するセトルメントパターンの方法論を確立した。ウィリーはこの方法論の創始者というわけではないが、大規模な考古学研究に使用したのはウィリーが最初であり、ウィリーの著書のなかでもっとも影響が強かった。
- Prehistoric Settlement Patterns in the Virú Valley, Perú. Smithsonian Institution Bureau of American Ethnology Bulletin. 155. Washington: Smithsonian Institution. (1953)

1年間コロンビア大学で教えた後、1943年から1950年までスミソニアン協会のアメリカ民族学局で研究を行った。このときの主要な仕事は『南アメリカインディアン・ハンドブック』の編纂だった。1949年にスミソニアンから出版された『フロリダ湾岸考古学』はフィールド考古学の古典として知られる。
- Archaeology of the Florida Gulf Coast. Smithsonian Miscellaneous Collections. 113. Washington: Smithsonian Institution. (1949)

1950年、ハーバード大学の中央アメリカおよびメキシコ考古学・民族学の初代バウディッチ教授に就任した。ウィリーは当時パナマで発掘を行っていたが、教授職の設立者であるチャールズ・バウディッチ (Charles Pickering Bowditch) の要望によって調査対象を南部メキシコ・グアテマラ・ベリーズ（当時はイギリス領ホンジュラス）のマヤ文明の遺跡に移した。従来のマヤ考古学の研究対象は巨大なピラミッド、神殿、宮殿などに集中し、その文化を成り立たせる土台であるところの、大部分のマヤ人が住んでいた周辺の農業地帯についてはほとんど無視されていた。ウィリーはまずベリーズの小さな集落を対象として発掘を行い、セトルメントパターンの研究を行った。
- Gordon R. Willey; William R. Bolland Jr.; John B. Glass; James C. Gifford (1965). Prehistoric Maya Settlements in the Belize Valley. Papers of the Peabody Museum of Archaeology and Ethnology, Harvard University. 54. Cambridge

1958-1964年にグアテマラのペテン県南部にあるアルタル・デ・サクリフィシオス、ついで1964-1968年にセイバルを発掘し、1975-1977年にはホンジュラスのコパンで発掘を行った。
2002年、マサチューセッツ州ケンブリッジで死去。

## 私生活
ジョージア州で発掘していたときに地元のKatharine Winston Whaley キャサリン・ウィンストン・ウェイリーに出会い、1938年に結婚した。夫妻には2人の娘がある。

## 主な著作
1958年、フィリップ・フィリップスと共著で『アメリカ考古学の方法と理論』を出版した。
- Gordon Willey; Philip Phillips (1958). Method and Theory in American Archaeology. The University of Chicago Press

ウィリーは多くの総合的な書物を著している。有名なものに2巻からなるアメリカ考古学の概説書がある。またアメリカ考古学の歴史に関する書物も書いている。晩年には20世紀アメリカ考古学者の伝記を著した。
- An Introduction to American Archaeology. New Jersey: Prentice Hall. (1966,1971)
- Gordon R. Willey; Jeremy A. Sabloff (1974). A History of American Archaeology. The World of Archaeology. London: Thames and Hudson
  - 日本語訳：小谷凱宣 訳『アメリカ考古学史』学生社、1979年。
- Portraits in American Archaeology: Remembrances of Some Distinguished Americanists. University of New Mexico Press. (1989)

2002年、マサチューセッツ州ケンブリッジの自宅で没した。89歳だった。

## 栄誉栄典
- 1960-1962年 アメリカ人類学会（AAA）会長[5]
- 1967-1968年 アメリカ考古学協会（SAA）会長[5]
- 1973年 アメリカ考古学研究所（AIA）よりゴールドメダルを受ける[12]
- 1979年 トーマス・ハックスリー記念賞を受ける。
- 2000年 ロンドン考古協会よりゴールドメダルを受ける。
- グアテマラ ケツァール勲章を贈られる。
- アリゾナ大学とニューメキシコ大学の名誉教授

他にも多くの栄誉を得てきた。